# 1990年代にデビューしたプロレスラー一覧
1990年代にデビューしたプロレスラー一覧は、1990年（平成2年）から1999年（平成11年）までの10年間にデビューしたプロレスラーの一覧である。

## 1990年（平成2年）
- 1月7日
  - 上田勝次
- 1月17日
  - 上野幸秀
  - ドレイク森松
  - クラッシャー前泊
- 2月10日
  - 北尾光司
- 2月22日
  - 折原昌夫
- 3月1日
  - ザ・グレート・サスケ
- 3月15日
  - 西利郎
  - ウルトラマンロビン
- 3月18日
  - ハイパー・キャット
- 3月27日
  - 畠中浩旭
- 5月12日
  - フライングキッド市原
- 5月13日
  - 三宅綾
- 6月30日
  - 小原道由
- 7月16日
  - 森重正臣
- 7月18日
  - 木村浩一郎
- 7月21日
  - 鳥巣朱美
- 7月29日
  - 土肥希巳枝
- 8月13日
  - 冨宅飛駈
  - 垣原賢人
- 8月26日
  - 今関志保
- 10月10日
  - 椿志保
  - ぬまっち
- 11月1日
  - GAMI
  - 斎藤澄子
- 11月7日
  - 金本浩二
- 12月3日
  - 李由紀
- 12月20日
  - 齋藤彰俊
  - 金村キンタロー
- 12月22日
  - 鍋野ゆき江
  - バッドナース中村
  - キラー岩見
  - 清水真弓

## 1991年（平成3年）
- 1月11日
  - 天山広吉
- 1月25日
  - 維新力浩司
- 4月4日
  - 浅子覚
  - 井上雅央
- 4月21日
  - 西村修
- 4月25日
  - 平井伸和
- 5月5日
  - ハヤブサ
- 5月16日
  - 高橋義生
- 6月5日
  - ディック東郷
- 6月6日
  - 大江慎
- 6月22日
  - ミスター雁之助
- 7月13日
  - 吉田和則
- 7月16日
  - 小島聡
- 7月25日
  - 橋部昌浩
- 8月1日
  - 長井満也
- 8月4日
  - 遠藤美月
- 8月7日
  - 保坂秀樹
  - 戸井克成
  - モンゴルマン
- 9月12日
  - 鶴巻伸洋
- 9月16日
  - 川畑輝鎮
- 9月20日
  - 茂木正淑
  - 島田宏
- 10月4日
  - 寺川真由美
  - 前川久美子
  - 玉田凛映
  - 白鳥智香子
- 12月10日
  - 三浦博文
- 12月22日
  - 金原弘光
  - 磁雷矢

## 1992年（平成4年）
- 1月5日
  - 安良岡裕二
- 1月11日
  - 大向美智子
- 2月10日
  - 田尻茂一
- 2月13日
  - セッド・ジニアス
- 3月5日
  - 上野幸秀
- 3月13日
  - フベントゥ・ゲレーラ
- 3月20日
  - GOEMON
- 4月19日
  - 石川雄規
  - 柳澤龍志
- 4月25日
  - 小泉恵美
- 5月1日
  - 外山寿美代
- 5月16日
  - 山本宜久
  - 成瀬昌由
- 5月24日
  - 新山勝利
- 5月25日
  - 泉田純至
- 5月31日
  - 中牧昭二
- 6月25日
  - 大谷晋二郎
- 6月28日
  - 高山善廣
- 6月29日
  - コマンド・ボリショイ
- 7月16日
  - 武南幸宏
- 7月20日
  - 熊沢菜緒子
- 7月21日
  - 高岩竜一
- 7月27日
  - 松崎駿馬
  - 荒谷望誉
  - 平野勝美
- 8月2日
  - ジ・ウィンガー
- 8月4日
  - キャンディー奥津
- 8月13日
  - 伊藤力雄
- 8月22日
  - 小松崎由美子
- 8月23日
  - 天摩由美
- 9月4日
  - TAKAみちのく
  - HANZO
- 9月7日
  - MEN'Sテイオー
- 9月12日
  - 三ヶ田明弘
- 9月14日
  - 永田裕志
- 9月17日
  - 秋山準
- 9月21日
  - 石澤常光
- 10月13日
  - 中西学
- 10月16日
  - 大森隆男
- 10月26日
  - 直井敏光
- 10月29日
  - キャノンボールKAZU
  - 幸村ケンシロウ
- 11月19日
  - カズ・ハヤシ
  - バッファロー張飛
  - 椎名由香
  - チャパリータASARI
  - 能智房代
- 11月27日
  - 気仙沼二郎

## 1993年（平成5年）
- 1月20日
  - BADBOY非道
- 2月3日
  - 木川田潤
- 2月28日
  - 林田伸一
- 3月6日
  - マグニチュード岸和田
- 3月18日
  - 黒田哲広
  - 小坪弘良
- 5月2日
  - アステカ
- 6月2日
  - 愚乱・浪花
- 6月10日
  - 篠眞一
  - 塚田敬
- 6月11日
  - 新崎人生（実際は再デビューだが、デビュー記念興行は93年を軸に開催されている）
- 7月23日
  - 田中将斗
- 7月26日
  - 星川尚浩
- 7月30日
  - 薬師寺正人
- 8月2日
  - ブラックバファロー
- 8月13日
  - 桜庭和志
- 8月22日
  - 萩原紀保
- 8月25日
  - 田中幸一
- 9月10日
  - 秋山文生
- 9月16日
  - 宮本猛
- 9月21日
  - 稲垣克臣
- 10月8日
  - 本田多聞
- 10月28日
  - KAMIKAZE
  - ホッパーキング
- 10月29日
  - 臼田勝美
- 11月5日
  - 矢口壹琅
- 11月10日
  - 大黒坊弁慶
- 11月11日
  - 川崎賢一
- 11月12日
  - 府川唯未
  - 横江実姫
- 11月16日
  - 駿河永悟
- 11月20日
  - gosaku
- 12月3日
  - ツバサ
- 12月5日
  - 船木勝一
  - 池田大輔
- 12月26日
  - GOKU

## 1994年（平成6年）
- 1月9日
  - 矢樹広弓
- 1月11日
  - 菅生裕美
- 1月15日
  - 大野望
- 1月16日
  - 深谷友和
- 1月21日
  - 小林昭男
  - 望月成晃
- 1月24日
  - 田中稔
- 2月11日
  - 小野浩志
- 2月18日
  - 新宿鮫
- 2月21日
  - 志賀賢太郎
- 2月24日
  - 安田忠夫
- 3月26日
  - 大刀光電右エ門
  - 西野勇喜
- 3月27日
  - 松岡則生
- 4月10日
  - アジャ幸司
- 4月17日
  - 石倉由加利
  - 増田明彦
  - 森谷俊之
  - サバイバル飛田
- 5月14日
  - 菊タロー
- 5月22日
  - 茂田信吾
- 5月31日
  - 山田学
- 6月14日
  - 岡村隆志
- 7月7日
  - エキサイティング吉田
  - デンジャラス内田
- 7月17日
  - 南条隼人
- 7月19日
  - 中山香里
- 7月26日
  - 高智政光
- 8月14日
  - 山下淳
- 8月20日
  - 高阪剛
- 8月28日
  - 元気美佐恵
  - 高橋洋子
- 8月31日
  - 遠藤紗矢
- 9月4日
  - 渡辺宏志
- 9月15日
  - 田村欣子
  - 金山薫
- 9月19日
  - TAJIRI
- 9月25日
  - 多和田初美
- 10月9日
  - クラッシャー高橋
- 10月14日
  - 山本喧一
- 10月25日
  - 山川竜司
  - 谷口裕一
- 10月31日
  - 小野武志
- 11月3日
  - 宮本恵美
  - タニー・マウス
  - 藤本由美
  - ザ・ブラディー
- 11月19日
  - 坂田亘
- 11月26日
  - 太陽ケア
- 12月4日
  - 日向あずみ
  - カルロス天野
  - 輝優優
- 12月8日
  - TAISUKE
  - 新谷朋江
- 12月9日
  - 吉江豊
- 12月10日
  - 市来貴代子
- 12月22日
  - ゲレーロ・ディアブロ
- 12月31日
  - 奥村茂雄
- 詳細不明
  - SHINOBI（7月）
  - 鴨居長太郎（12月）

## 1995年（平成7年）
- 1月8日
  - 宮崎有妃
- 1月13日
  - 美咲華菜
- 1月15日
  - ファントム船越
  - 紅林慎一郎
- 1月26日
  - 伊藤崇文
- 2月16日
  - 高木三四郎
- 2月18日
  - 水前寺狂士郎（水前寺狂四郎）
  - 毒ガスマスクVX
- 2月19日
  - 長瀬館長
- 2月22日
  - 霧の才蔵
- 3月2日
  - 松田慶三
  - 菅原裕二
- 3月10日
  - 渋谷修身
- 3月18日
  - 前田光世
- 3月25日
  - トウカイブシドー
- 3月31日
  - トルトゥガー
  - 死神
  - 怨霊
  - ザ・ウルフ
  - 婆沙羅
- 4月8日
  - 青野敬子
- 4月15日
  - 植松寿絵
  - 永島千佳世
  - 加藤園子
  - シュガー佐藤
  - 里村明衣子
- 4月24日
  - 田村忍
- 5月9日
  - リッキー・マルビン
- 5月14日
  - 中野知陽呂
- 5月21日
  - 守屋博昭
  - 西田秀樹
- 5月24日
  - コスモ☆ソルジャー
- 5月29日
  - アブドーラ小林
- 7月13日
  - ザ・マーダラー
- 7月15日
  - タイガーマスク (4代目)
- 7月21日
  - 今井隆瑛
  - ムサシ大山
- 7月29日
  - 沼尾マキエ
- 8月5日
  - 菅沼修
- 8月13日
  - 月岡明則
- 8月14日
  - 菅沼修
- 8月17日
  - さくらえみ
- 8月18日
  - アレクサンダー大塚
  - モハメド・ヨネ
- 9月10日
  - 御剣破王
- 9月13日
  - 佐藤竜騎士
- 9月14日
  - 雷王
- 9月24日
  - バイオ・フランケン
  - アメリカン・ジャッカル
- 10月3日
  - 峰野俊和
- 10月4日
  - 最上眞理
  - 納見佳容
- 10月22日
  - マグマ・インフェルノ
- 10月25日
  - 上林愛貴
- 11月12日
  - シャドウWX
- 11月24日
  - 相島勇人
- 12月27日
  - NOSAWA論外

## 1996年（平成8年）
- 1月14日
  - 沖野小百合
- 1月25日
  - 斗猛矢
- 1月28日
  - 國奥麒樹真
  - 近藤有己
- 3月12日
  - 佐藤めぐみ
- 3月20日
  - 福田雅一
- 4月14日
  - 小山亜矢
  - 阿部幸江
- 4月20日
  - 二瓶一将
- 4月23日
  - Gamma
  - K-ness.
- 4月29日
  - 松本麻依子
  - 石井里奈
- 5月16日
  - 和田部美穂
- 5月23日
  - 岡本魂
- 6月2日
  - 荒木進
  - 稗村信二
- 6月10日
  - 菊池淳
- 6月30日
  - スペル・シーサー
- 7月6日
  - 金丸義信
- 7月14日
  - 中西百重
  - 高橋奈苗
- 7月22日
  - 長谷川悟史
  - 山宮恵一郎
- 7月26日
  - TARU
- 7月28日
  - 脇澤美穂
- 7月30日
  - 小杉夕子
- 8月1日
  - 牧村英雄
- 8月12日
  - 広田さくら
- 8月17日
  - ザ・グレート・タケル
- 8月20日
  - 山田博
- 8月22日
  - 池田陽子
- 9月1日
  - 関口瑠美
- 9月15日
  - 佐々木貴
  - 富豪富豪夢路
- 9月16日
  - 藤井巳幸
- 9月30日
  - 上山龍紀
  - 松井大二郎
- 10月5日
  - 倉島信行
  - MAZADA
- 10月7日
  - 加藤誠
- 10月17日
  - MIKAMI
  - タイガマン
- 11月1日
  - 藤田和之
- 11月2日
  - 石井智宏
- 11月24日
  - 曽我部美幸
- 11月30日
  - 垣谷美和
- 12月28日
  - 大隅沙理
- 詳細不明
  - 門田幸子（6月）

## 1997年（平成9年）
- 1月19日
  - 加藤天美
- 1月21日
  - 日高郁人
- 2月15日
  - 真壁刀義
- 3月9日
  - ビリーケン・キッド
- 3月10日
  - 木藤拓也
  - 西堀幸恵
- 4月6日
  - 藤井克久
- 4月11日
  - 藤田ミノル
- 4月12日
  - 小川直也
- 4月20日
  - 藪下めぐみ
  - 坂井澄江
- 4月29日
  - ダダ2000
- 5月11日
  - マグナムTOKYO
  - CIMA
  - ドン・フジイ
  - SUWA
- 5月17日
  - 江川英知
  - 諸橋晴也
- 5月18日
  - 本間朋晃
- 5月25日
  - 健心
- 5月26日
  - KAZUKI
  - おばっち飯塚
- 6月8日
  - 井場正知
  - JRFライオン
- 7月6日
  - 一宮章一
- 7月13日
  - ミサ岡田
  - 千春
- 7月19日
  - 瀬野優
  - 藤村奈々
  - 川崎美穂
- 7月20日
  - 美濃輪育久
  - 窪田幸生
- 7月22日
  - 竹村豪氏
- 8月12日
  - YOSHIYA
- 9月9日
  - 木村仁要
- 9月13日
  - ロッキー・ロメロ
- 10月12日
  - 幻
- 10月18日
  - ヘブン
- 10月22日
  - ファング鈴木
- 11月3日
  - 豊永稔
  - 豊福雅彦
- 11月14日
  - ドラゴン・キッド
- 11月21日
  - 中原奈々
  - 豊田紀子
- 12月8日
  - マンモス佐々木
- 12月9日
  - MAYA
- 12月12日
  - 下田勇作
- 詳細不明
  - TAIRA（10月）

## 1998年（平成10年）
- 1月4日
  - 筑前りょう太
- 1月13日
  - 山崎直彦
- 1月18日
  - 佐野直
- 1月23日
  - 春山香代子
  - 渡辺えりか
  - 佐井富子
- 1月28日
  - 雷陣明（SUSHI）
  - 吹本賢児
- 1月31日
  - タノムサク鳥羽
- 2月5日
  - MAX宮沢
- 2月7日
  - 土方隆司
  - タナカジュンジ
- 3月2日
  - 越後雪之丞
- 3月10日
  - 高井憲吾
- 3月13日
  - 高橋冬樹
- 3月18日
  - 石井大輔
- 3月20日
  - 戸田秀雄
- 3月22日
  - 森嶋猛
- 3月25日
  - 橋誠
- 5月5日
  - ZAP磯崎
- 5月31日
  - TSURUGI
- 6月11日
  - 西田珍念
- 6月20日
  - 滑川康仁
- 7月21日
  - AKINO
- 8月8日
  - 神田菜々子
- 8月9日
  - 浜田文子
- 8月16日
  - 八木淳子
  - 仲村由佳
- 8月21日
  - 田中純二
- 8月23日
  - 葛西純
- 8月28日
  - 丸藤正道
  - 武藤裕代
- 8月29日
  - 神田裕之
- 9月14日
  - 渡部謙吾
- 10月10日
  - ブランドン・シルベストリー
- 10月13日
  - 入江秀忠
  - 布施智治
- 10月17日
  - 堀口元気
- 10月20日
  - 河野圭一
- 10月21日
  - 倉垣翼
- 10月24日
  - 村上和成
- 10月25日
  - 川内大裕
- 10月26日
  - 渡辺大介
- 10月27日
  - 奥田昌大
- 11月8日
  - 岩井田保江
- 11月22日
  - 横須賀享
- 11月29日
  - 宇和野貴史
- 12月12日
  - 新井健一郎
  - ストーカー市川
- 12月16日
  - 下田大作

## 1999年（平成11年）
- 1月17日
  - 清水の画伯
- 1月30日
  - ペプシ・ボーイ
  - コーラ・キッド
- 1月31日
  - 種市課長
- 3月2日
  - 怪人・ハブ男
- 4月10日
  - 稲野岳
- 4月14日
  - 藤田愛
- 4月29日
  - 伊東竜二
  - くいしんぼう仮面
  - ブラックバファロー
- 5月2日
  - ユタカ
- 5月5日
  - ウルトラエース
- 5月8日
  - 仮面天使ロゼッタ
  - GENTARO
- 5月15日
  - 斎藤了
- 6月11日
  - 菊田早苗
- 6月30日
  - 新口俊二
  - 安田勇樹
- 7月11日
  - 塩谷良美（Hikaru）
- 8月1日
  - 須藤元気
- 8月6日
  - 市川大輔
- 8月10日
  - 関本大介
- 8月18日
  - 神仮面ファラオン
- 8月19日
  - 阿部拓巳
- 8月21日
  - 大王QUALLT
- 8月22日
  - 西菜津美
- 9月5日
  - 岩崎隆勇
  - ビッグ石川
- 9月11日
  - GAINA
- 9月12日
  - 仮面天使フレイア
- 9月23日
  - HAJIME
- 9月24日
  - チョコボール向井
- 10月4日
  - ブライアン・ダニエルソン
  - ハートリー・ジャクソン
  - ブライアン・ケンドリック
- 10月6日
  - 救世忍者乱丸
  - 鳥居はるみ
- 10月10日
  - 井上亘
  - 柴田勝頼
  - 棚橋弘至
- 10月23日
  - 竹内彩夏
- 10月29日
  - 若菜瀬奈
- 11月5日
  - ジョン・シナ
- 11月13日
  - アーバン・ケン
- 11月21日
  - 大塚裕一
- 11月29日
  - 米山香織
- 12月8日
  - 関綾子
- 詳細不明
  - 政宗（4月）